# Albizia guillainii
Espèce
Statut de conservation UICN

 VU A2ce; B1ab(iii)+2ab(iii) : Vulnérable
Albizia guillainii est une espèce de plantes à fleurs de la famille des Fabaceae (légumineuses). C’est un arbre endémique de la Nouvelle-Calédonie. On le trouve essentiellement dans la forêt sèche. Il s'agit d'une espèce protégée.

## Description

### Dimensions
Cet arbre mesure environ 10 mètres. Exceptionnellement, il peut croître jusqu'à 20 mètres et avoir un tronc de 90 centimètres de diamètre.

### Écorce
Ses rameaux sont couverts de lenticelles.

### Feuilles
Ses feuilles sont composées et présentent plusieurs paires de folioles.

### Fleurs
Les fleurs d'Albizia guillainii, qui sont blanches ou jaunâtres, forment des grappes ombelliformes d'une quinzaine de fleurs environ. Sa floraison a lieu en fin d'année, qui se situe dans la saison chaude calédonienne.

### Fruits
Ses graines brunes sont contenues dans des gousses. Elles peuvent rester viables plusieurs années dans le sol avant de germer.

## Statut de conservation
La disparition de la forêt sèche, qui constitue son écosystème typique, et en particulier les cerfs qui contribuent à sa dégradation, constituent les principales menaces d'Albizia guillainii. Il fait actuellement partie des espèces classées vulnérables de la liste rouge de l'UICN.